# Panchen lama

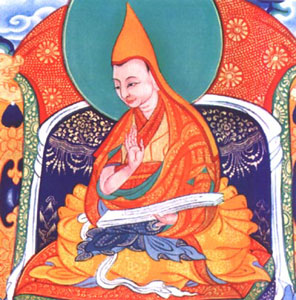
Khedrup Je, primer panchen lama.

El panchen lama (en tibetano: པན་ཆེན་བླ་མ་; en chino: 班禪喇嘛) es la segunda autoridad religiosa más importante en el Tíbet, al ser el segundo más importante de la escuela Gelug, que es la más popular de las escuelas budistas en el Tíbet. El dalái lama es líder de la escuela Gelug, jefe político del Tíbet (actualmente en el exilio), perteneciente a la tradición Gelug-pa. El título de panchen lama lo otorgó por primera vez el quinto dalái lama, Lobsang Gyatso al abad del monasterio de Tashilhunpo lo que significa “Gran Sabio”. El panchen lama es considerado una emanación del Buda de la Luz Infinita, Amitābha. Una de sus funciones más importantes es la de encontrar las reencarnaciones de los dalái lama. 
En 1995 el dalái lama anunció el encuentro de la reencarnación del X panchen lama, muerto en 1989. El XI panchen lama,  Gendun Chökyi Nyima, se encuentra desaparecido desde ese mismo año, ya que tras el anuncio del dalái lama, fue detenido junto a toda su familia por el ejército chino. Así, con tan solo 5 años, se convirtió en el preso político más joven del mundo. Desde esa fecha nada se sabe de él ni de su familia. El gobierno chino ha elegido, por su parte, un panchen lama que goza del apoyo político y económico de China, pero que no es reconocido por la comunidad budista internacional.

## Relación jerárquica de los lamas
Según la tradición religiosa tibetana, el panchen lama, también conocido como "Tashi lama", encarna un rayo de Amitābha, el Buda de la luz infinita, mientras que el dalái lama está conectado con Avalokiteshvara, discípulo de Amitābha. Por esta razón, el panchen lama sería jerárquicamente superior al dalái lama, aunque en la práctica este último es considerado la figura central del budismo tibetano.

## Lista de panchen lamas
|     | Nombre                                                                                       | Vida       | Tibetano/Wylie                                                                                 | Pinyin tibetano                          | Otras transliteraciones                                                                                              |
| --- | -------------------------------------------------------------------------------------------- | ---------- | ---------------------------------------------------------------------------------------------- | ---------------------------------------- | --- |
| 1.  | Khedrup Je                                                                                   | 1385–1438  | མཁས་གྲུབ་རྗེ་་ Mkhas-grub Rje,་ མྷས་གྲུབ་དགེལེགས་དཔལ་བཟང་ Mkhas-grub Dge-legs Dpal-bzang-po             | Kaichub Gêlêg Baisangbo                  | Khädrup Je, Khedrup Gelek Pelsang, Kedrup Geleg Pelzang, Khedup Gelek Palsang, Khedrup Gelek Pal Sangpo              |
| 2.  | Sönam Choklang                                                                               | 1438–1505  | བསོད་ནམས་ཕྱོག་ཀྱི་གླང་པོ་་ Bsod-nams Phyogs-glang,་ བསོད་ནམས་ཕྱོགས་ཀྱི་གླང་པོ་ Bsod-nams Phyogs-kyi Glang-po | Soinam Qoilang, Soinam Qoigyi Langbo     | Sonam Choglang, Soenam Choklang                                                                                      |
| 3.  | Ensapa Lobsang Döndrup                                                                       | 1505–1568  | དབེན་ས་པ་བློ་བཟང་དོན་དྲུཔ་་ Dben-sa-pa Blo-bzang Don-grub                                            | Wênsaba Lobsang Toinchub                 | Gyalwa Ensapa, Ensapa Lozang Döndrup, Ensapa Losang Dhodrub                                                          |
| 4.  | Lobsang Chökyi Gyalsten                                                                      | 1570–1662  | བློ་བཟང་ཆོས་ཀྱི་རྒྱལ་མཚན་་ Blo-bzang Chos-kyi Rgyal-mtshan                                            | Lobsang Qoigyi Gyaicain                  | Losang Chökyi Gyältsän, Lozang Chökyi Gyeltsen, Lobsang Choekyi Gyaltsen, Lobsang Choegyal, Lobsang Chökyi Gyaltsen  |
| 5.  | Lobsang Yeshe                                                                                | 1663–1737  | བློ་བཟང་ཡེ་ཤེས་་ Blo-bzang Ye-shes                                                                 | Lobsang Yêxê                             | Lobsang Yeshi, Losang Yeshe                                                                                          |
| 6.  | Lobsang Palden Yeshe                                                                         | 1738–1780  | བློ་བཟང་གྤལ་ལྡན་ཡེ་ཤེས་་ Blo-bzang Gpal-ldan Ye-shes                                                 | Lobsang Baidain Yêxê                     | Palden Yeshe, Palden Yeshi                                                                                           |
| 7.  | Palden Tenpai Nyima                                                                          | 1782–1853  | གྤལ་ལྡན་བསྟན་པའི་ཉི་མ་་ Gpal-ldan Bstan-pa'i Nyi-ma                                                 | Dainbai Nyima                            | Tänpä Nyima, Tenpé Nyima, Tempai Nyima, Tenpey Nyima                                                                 |
| 8.  | Tenpai Wangchuk                                                                              | 1855?–1882 | བསྟན་པའི་དབང་ཕྱུག་་ Bstan-pa'i Dbang-phyug                                                         | Dainbai Wangqug                          | Tänpä Wangchug, Tenpé Wangchuk, Tempai Wangchuk, Tenpey Wangchuk                                                     |
| 9.  | Thubten Choekyi Nyima                                                                        | 1883–1937  | ཐུབ་བསྟན་ཆོས་ཀྱི་ཉི་མ་་ Thub-bstan Chos-kyi Nyi-ma                                                   | Tubdain Qoigyi Nyima                     | Choekyi Nyima, Thubtän Chökyi Nyima                                                                                  |
| 10. | Lobsang Trinley Lhündrub Chökyi Gyaltsen                                                     | 1938–1989  | བློབཟང་ཕྲིན་ལས་ལྷུན་གྲུབ་ ཆོས་ཀྱི་རྒྱལ་མཚན་་ Blo-bzang Phrin-las Lhun-grub Chos-kyi Rgyal-mtshan            | Lobsang Chinlai Lhünchub Qoigyi Gyaicain | Choekyi Gyaltsen, Chökyi Gyeltsen, Choekyi Gyaltse, Trinley Choekyi Gyaltsen, Lozang Trinlä Lhündrup Chökyi Gyältsän |
| 11. | Gedhun Choekyi Nyima (designado por las autoridades budistas, reconocido internacionalmente) | 1989–      | དགེ་འདུན་ཆོས་ཀྱི་ཉི་མ་་ Dge-'dun Chos-kyi Nyi-ma                                                     | Gêdün Qoigyi Nyima                       | Gendün Chökyi Nyima, Gendhun Choekyi Nyima                                                                           |
| 11. | Chökyi Gyalpo (panchen lama designado por China)                                             | 1990–      | ཆོས་ཀྱི་རྒྱལ་པོ་་ Chos-kyi Rgyal-po                                                                  | Qoigyijabu                               | Choekyi Gyalpo, Chökyi Gyälbo, Gyaincain Norbu, Gyaltsen Norbu                                                       |

## Controversia en la última elección
El X panchen lama Ghökyi Gyaltsen (1938-1989) murió de un ataque al corazón en 1989, a los pocos días de haber criticado los excesos de la Revolución Cultural en el Tíbet, pero alabando los movimientos de reforma en China.
En 1995, el actual dalái lama, Tenzin Gyatso, anunció el encuentro de la reencarnación del XI panchen lama. Era un niño nacido el 1989 en el seno de una familia pobre y fue llamado Gendun Chökyi Nyima. Sin embargo, el gobierno de China reconoció como tal reencarnación a otro niño llamado Gyancain Norbu, utilizando un antiguo método que consistía en escribir los nombres de los presuntos candidatos sobre granos de cebada, introducirlos en una urna consagrada de oro y extrayendo uno de ellos.
Se dijo que como consecuencia del reconocimiento de Gendun Chökyi Nyima como panchen lama, el 12 de julio, el monasterio de Tashilhunpo se llenó de policías; unos cincuenta monjes fueron detenidos, incluido Chadrel Rinpoché (abad, líder de la comisión para encontrar al XI panchen lama), y el niño fue apresado junto con su familia por el gobierno. Por su parte, las autoridades del gobierno declararon que tanto Gendun Chökyi Nyima como sus padres se encuentran libres y bajo una identidad falsa a fin de proteger su privacidad.